# Laura Gilpin

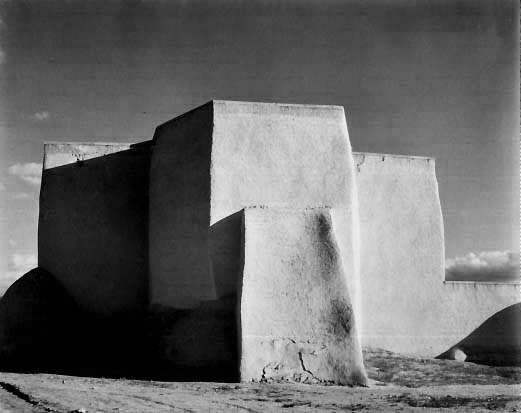
Laura Gilpin: Iglesia de la Misión de Taos

Laura Gilpin (22 de abril de 1891 - 30 de noviembre de 1979) fue una fotógrafa estadounidense.
Con doce años dispuso de su primera cámara, una Brownie Kodak, pero en 1910 su amigo Alfred Curtis trajo unas placas autocromas y le maravillaron, por lo que hizo varias y decidió estudiar fotografía.
Entre 1916 y 1918 estudió fotografía en la escuela de Clarence H. White por recomendación de Gertrude Käsebier, y al finalizarlos, estudió fotograbado con Anton Bruehl y Bernard Horn. En 1922 se hizo miembro del club pictorialista Camera de Los Ángeles.
Entre 1932 y 1936 fue la fotógrafa titular del City Theatre de Colorado y para la Boeing durante la Segunda Guerra Mundial. Sin embargo, uno de sus trabajos más significados fue el reportaje etnográfico sobre los indios navajos que inició en 1930 y que aparece reproducido en el libro The Enduring Navaho. También realizó un libro sobre los indios pueblo en 1941 con el título The Pueblos: a Camera Chronicle.
En su obra empleó la platinotipia y la placa autocroma y concedió gran importancia a la luz. Sus temas fotográficos fueron diversos aunque se podrían destacar sus paisajes y sus bodegones, que aparecen en los libros que ha publicado.